# Fernando Alcalá Bates
Fernando Alcalá Bates (1919-1987) fue un periodista mexicano nacido en Tizimín, Yucatán y muerto en la ciudad de Mérida. Se desempeñó como reportero, redactor, editorialista y editor, tanto en su estado natal como en la Ciudad de México. Trabajó en el periódico Novedades, Excélsior y El Sol de México, entre otros. Fue director general del diario Ovaciones.

## Datos biográficos
Trabajó en su juventud al lado de su padre, Sebastián Alcalá Pérez, también periodista, en la ciudad de Tizimín, Yucatán, siendo al mismo tiempo agente y corresponsal del Diario de Yucatán.
Trasladó su residencia a la ciudad de Mérida, la capital del estado, ingresando a la misma casa editorial como reportero. Después colaboró con su colega el periodista Gabriel Antonio Menéndez Reyes en la edición de Revista Social.
En 1939 se fue a la Ciudad de México y trabajó para el periódico Novedades, recién inaugurado en 1939. Fue director del periódico Ovaciones y más tarde, en 1955, fue invitado por Rodrigo de Llano a trabajar en Excélsior como jefe de redacción. Fue también director de Últimas Noticias, diario vespertino, entonces propiedad de Excélsior.
También fue redactor para el Diario de México, el Sol de México y el Sol de Tampico.
Fundó y dirigió su propio periódico: Avance, en la Ciudad de México que llegó a tener ediciones en varios estados del país.
Regresó, al final de sus días, a vivir en su estado natal en donde dirigió hasta 1985 el rotativo Novedades de Yucatán.
Se caracterizó por su empeño en el análisis de la realidad política de su país y de su región. El periodista, junto a su hermano mayor, Enrique Alcalá Rejón, fueron troncos de familias de escritores y periodistas,como Fernando Alcalá Pérez, comentarista y ejecutivo de la empresa Televisa, corresponsal de guerra, asignación que le hizo merecedor del Premio Nacional de Periodismo en la categoría Noticia (1991) y  Raúl Alcalá Erosa, historiador y escritor, autor de los libros: Historia y Vestigios de la Ciudadela de San Benito; Las Piedras Parlantes de Rómulo Rozo; La Cruz Pétrea de Cozumel, así como más de cien artículos de Divulgación Cultural, desde 1992, principalmente en la Sección Cultural del Diario de Yucatán.